# Monte Papandayan
Monte Papandayan é um estratovulcão complexo, localizado na Regência Garut, a sudeste da cidade de Bandung, em Java Ocidental, na Indonésia. Está a cerca de quinze quilômetros a sudoeste da cidade de Garut. No topo, existem quatro grandes crateras que contêm campos de fumarolas ativos. Uma erupção em 1772 provocou o colapso do flanco nordeste, produzindo uma avalanche catastrófica de detritos que destruiu 40 aldeias e matou cerca de 3.000 pessoas. A erupção transformou o vulcão em uma forma ampla com dois picos e uma área plana de 1,1 km de largura com a cratera Alun-Alun no meio, fazendo a montanha parecer um vulcão gêmeo; um dos picos é chamado de Papandayan e o outro de Monte Puntang.
Desde 1772, apenas pequenas erupções freáticas foram registradas antes de uma erupção explosiva que começou em novembro de 2002. Mais recentemente, o vulcão tem estado bastante ativo. Em 13 de agosto de 2011, o status de alerta antecipado do vulcão foi levantado do nível II, "vigilante" (indonésio:
waspada) para o nível III, "alerta" (siaga) após o conjunto de eventos de longo período, o aumento da taxa de terremotos tectônicos do vulcão e uma porcentagem extremamente alta (100%) de gás dióxido de carbono no solo na cratera. As pessoas, incluindo os turistas, foram instadas a permanecer a pelo menos 2 km das crateras amarelas no Monte Papandayan, de 2.665 metros de altitude. Na sexta-feira, 2 de setembro de 2011, o Centro de Vulcanologia e Mitigação de Desastres Geofísicos da Indonésia informou que numerosos terremotos vulcânicos rasos haviam sido registrados junto com outras indicações de atividade vulcânica. Um porta-voz da Agência Nacional de Gerenciamento de Desastres da Indonésia observou que, se o Monte Papandayan entrasse em erupção, mais de 170.000 pessoas vivendo em cinco subdistritos próximos (kecamatan) e em vinte aldeias poderiam ser afetadas.

## Vulcanismo
O monte Papandayan é um grande vulcão composto. É construído de camadas alternadas de lava e cinzas, e outros restos de rochas vulcânicas formadas por erupções explosivas ao longo dos últimos cem anos. Uma grande cratera em forma de ferradura se estendia para o nordeste, resultando em um depósito de avalanche composto de destroços vulcânicos misturados e rochas alternadas, Kawah Manuk e muitas outras com fumarolas emitindo gases e fumaça quente de seus lados internos.